# World Geographical Scheme for Recording Plant Distributions
Il World Geographical Scheme for Recording Plant Distributions (WGSRPD), ossia "Schema geografico mondiale per la registrazione delle distribuzioni delle piante", è un sistema biogeografico sviluppato dalla Biodiversity Information Standards (TDWG), precedentemente nota come International Working Group on Taxonomic Databases. Lo standard WGSRPD, così come ogni altro database per la raccolta di dati botanici, è stato realizzato per promuovere "la più ampia ed efficace condivisione di informazioni sul patrimonio di organismi viventi di tutto il mondo, per il beneficio del mondo intero". Il sistema fornisce codici e definizioni per registrare le distribuzioni della flora su quattro diverse scale (o livelli), a partire da "continenti botanici" fino a determinate regioni dei paesi più vasti. Tra gli attuali utilizzatori di questo sistema figurano l'Unione internazionale per la conservazione della natura (IUCN), la Germplasm Resources Information Network (GRIN) e la World Checklist of Selected Plant Families (WCSP).

## Principi di organizzazione
Il WGSRPD è uno dei diversi schemi sviluppati dall Biodiversity Information Standards con lo scopo di realizzare dei database tassonomici. Il punto d'inizio è stato il "bisogno di un sistema concordato e condiviso di unità geografiche vaste approssimativamente quanto un paese o più, da utilizzare nella registrazione delle distribuzioni delle piante". Lo schema rappresenta un compromesso tra le divisioni politiche e botaniche, così che tutti i confini delle zone seguono o i confini politici (nazionali, regionali, ecc...) o le linee costiere. Lo schema punta però anche a seguire la tradizione botanica adottando le categorie di distribuzione già utilizzate in opere come Flora Europaea, Flora Malesiana o Med-Checklist. Un tale approccio porta in effetti, in alcuni casi, a deviare dai confini politici. Ad esempio lo schema segue la Flora Europaea includendo le isole egee orientali (come Lesbo, Samo e Rodi) nella regione dell'Asia Occidentale (chiamata "West Asia") piuttosto che in quella europea, a cui, essendo parte della Grecia, politicamente apparterrebbero.

### Livelli
Lo schema definisce le varie zone geografiche utilizzando quattro scale o livelli, in ordine di vastità:
1. Continentale – nove continenti botanici;
2. Regionale – ogni continente botanico è diviso in un numero di regioni sub-continentali che va da 2 a 10;
3. Area o "nazione botanica" – la maggior parte delle regioni è divisa in unità solitamente equivalenti a nazioni, ma le nazioni più grandi possono essere divisa in più aree;
4. "Unità di registrazione di base" – il livello più basso è utilizzato solamente per Paesi molto vasti, che vengono suddivisi in Stati o province su base puramente politica.

Per rappresentare le unità di ogni livello vengono utilizzati codici standardizzati, così, per le unità di livello 1 e 2 sono utilizzati codici numerici, mentre per quelle di livello 3 e 4 sono utilizzati codici alfabetici.
Si riportano di seguito le varie aree mantenendo il nome inglese e affiancando quello italiano:
|  | - 1 Europa - 10 Northern Europe (Europa Settentrionale) - 11 Middle Europe (Europa Centrale) - 12 Southwestern Europe (Europa Sud-occidentale) - 13 Southeastern Europe (Europa Sud-orientale) - 14 Eastern Europe (Europa Orientale) - 2 Africa - 20 Northern Africa (Africa Settentrionale) - 21 Macaronesia - 22 West Tropical Africa (Africa Tropicale Occidentale) - 23 West-Central Tropical Africa(Africa Tropicale Centro-occidentale) - 24 Northeast Tropical Africa (Africa Tropicale Settentrionale) - 25 East Tropical Africa (Africa Tropicale Orientale) - 26 South Tropical Africa (Africa Tropicale Meridionale) - 27 Southern Africa (Africa Meridionale) - 28 Middle Atlantic Ocean (Oceano Atlantico Centrale) - 29 Western Indian Ocean (Oceano Indiano Occidentale) | - 3 Asia-Temperate (Asia Temperata) - 30 Siberia - 31 Russian Far East (Estremo Oriente Russo) - 32 Middle Asia (Asia Centrale) - 33 Caucasus (Caucaso) - 34 Western Asia (Asia Occidentale) - 35 Arabian Peninsula (Penisola Araba) - 36 China (Cina) - 37 Mongolia - 38 Asia Orientale - 4 Tropical Asia (Asia Tropicale) - 40 Indian Subcontinent (Subcontinente Indiano) - 41 Indo-China (Indocina) - 42 Malesia - 43 Papuasia - 5 Australasia - 50 Australia - 51 New Zealand (Nuova Zelanda) - 6 Pacific Ocean (Oceano Pacifico) - 60 Southwestern Pacific (Pacifico Sud-occidentale) - 61 South-Central Pacific (Pacifico Centro-meridionale) - 62 Northwestern Pacific (Pacifico Nord-occidentale) - 63 North-Central Pacific (Pacifico Centro-settentrionale) | - 7 Northern America (America Settentrionale) - 70 Subarctic America (America subartica) - 71 Western Canada (Canada Occidentale) - 72 Eastern Canada (Canada Orientale) - 73 Northwestern United States (Stati Uniti Nord-occidentali) - 74 Midwestern United States (Stati Uniti Centro-occidentali) - 75 Northeastern United States (Stati Uniti Nord-orientali) - 76 Southwestern United States (Stati Uniti Sud-occidentali) - 77 South Central United States (Stati Uniti Centro-meridionali) - 78 Southeastern United States (Stati Uniti Sud-orientali) - 79 Mexico (Messico) - 8 Southern America (America Meridionale) - 80 Central America (America Centrale) - 81 Caribbean (Caraibi) - 82 Northern South America (Sudamerica Settentrionale) - 83 Western South America (Sudamerica Occidentale) - 84 Brazil (Brasile) - 85 Southern South America (Sudamerica Meridionale) - 9 Antarctic (Antartide) - 90 Subantarctic Islands (Isole Subantartiche) - 91 Antarctic Continent (Continente Antartico) |  |

### Fitogeografia
Per una classificazione orientata alla botanica utilizzando la fitogeografia, la documentazione dello schema raccomanda l'utilizzo di regni, regioni e province floristiche come sviluppati da Armen Takhtajan.

## Livello 1: continenti botanici

I continenti botanici definiti dal WGSRPD.

Il WGSRPD definisce nove continenti botanici (livello 1), a ognuno dei quali assegna un codice a una singola cifra, da 1 (Europa) a 9 (Antartide). Rispetto alla comune e tradizionale divisione continentale, nella definizione del WGSRPD ci sono alcune piccole differenze; in particolare, l'Asia è divisa in due continenti botanici; l'Australasia (codice 5) è formata solo da Australia, Nuova Zelanda e alcune isole periferiche; la maggior parte delle isole dell'Oceano Pacifico sono inserite nel continente "Pacifico" (codice 6); e la divisione delle Americhe in America Settentrionale (7) e America Meridionale (8) differisce dalla tradizionale distinzione tra Nordamerica e Sudamerica.

### Europa (1)
Il continente botanico dell'Europa è definito in ampio accordo con Flora Europaea e con la definizione geografia tradizionale dell'Europa. A nord-ovest, esso include l'Islanda e le isole Svalbard; il confine meridionale con l'Africa include la maggior parte delle isole mediterranee; il confine orientale posiziona la Crimea e la Russia europea in Europa, con il confine definito dalle unità amministrative, mentre la Novaja Zemlja non è considerata in Europa; il confine sud-orientale esclude il Caucaso e la Turchia a est del Bosforo, così come le isole egee orientali e Cipro che, sebbene siano geopoliticamente parte dell'Europa, sono floristicamente considerati parte dell'Asia Occidentale.

### Africa (2)
Il continente botanico dell'Africa corrisponde piuttosto fedelmente alla comune definizione geografica. Esso infatti esclude la penisola del Sinai, politicamente parte dell'Egitto, che è invece inclusa nell'Asia Occidentale (34). A ovest, il continente include la Macaronesia, comprendente le Azzorre, le Isole Canarie e Capo Verde, mentre e est include il Madagascar e altre isole dell'Oceano Indiano fino all'isola Rodrigues.

### Asia Temperata (3)
L'Asia, intesa come continente geografico, è divisa in due continenti botanici: l'Asia Temperata (3) e l'Asia Tropicale (4). La prima confina con Europa e Africa, nei confini già menzionati nei precedenti paragrafi. A sud-est, il subcontinente Indiano e tutto il resto dell'Asia a partire dall'Indocina (41) e ancora verso sud sono invece inclusi nell'Asia Tropicale.

### Asia Tropicale (4)
L'Asia Tropicale forma la seconda parte del continente asiatico tradizionale. I suoi confini occidentale e settentrionale sono formati dalle due regioni Subcontinente Indiano (40) e Indocina (41), mentre il suo confine meridionale la separa dall'Australia. Il confine sud-orientale è stato modificato tra la prime edizione, risalente al 1992, e la seconda edizione, pubblicata nel 2001. Nella prima edizione, l'Asia Tropicale era divisa in tre regioni: Subcontinente Indiano (40), Indocina (41) e Malesia (42), mentre il confine orientale era situato tra l'arcipelago di Bismarck e quello delle Isole Salomone, essendo queste ultime situate nella regione del Pacifico Sud-occidentale (60). In seguito fu invece sostenuto il fatto che, da un "punto di vista floristico", fosse più sensato collegare le Isole Salomone con le Bismarck e con la Nuova Guinea, e quindi nell'edizione del 2002 fu creata una nuova regione, la Papuasia (43), sempre all'interno dell'Asia Tropicale, comprendente la Nuova Guinea e l'Oceania vicina, cosicché le regioni dell'Asia Tropicale diventarono quattro.

### Australasia (5)
Il continente botanico dell'Australasia, come definito dal WGSRPD, consiste solamente di Australia e Nuova Zelanda più alcune isole periferiche. Il nome è stato descritto come "controverso", poiché è stato usato, in altre occasioni, per descrivere aree più vaste. Altre definizioni di Australasia possono infatti comprendere l'Indonesia, la Nuova Guinea e altre isole del Pacifico, che il WGSRPD divide invece tra Asia Tropicale (4) e Pacifico (6).

### Pacifico (6)
Solitamente il WGSRPD raggruppa la maggior parte delle isole assieme alla massa continentale a loro più vicina, tuttavia tale decisione può essere talvolta influenzata anche da una somiglianza floristica (è ad esempio il motivo per cui le Azzorre sono state incluse nell'Africa e non nell'Europa). Fanno eccezione le isole della parte centrale dell'Oceano Pacifico, che sono invece state incluse in un continente botanico a parte. Le più vaste di queste isole includono la Nuova Caledonia, le Figi e le Hawaii.

### America Settentrionale (7)
Il WGSRPD divide le Americhe in America Settentrionale (7) e America Meridionale (8) piuttosto che nei tradizionali continenti di Nordamerica e Sudamerica. Il confine tra America Settentrionale e America Meridionale è stato modificato tra la prima e la seconda edizione. Nella prima edizione, seguendo il confine della Mesoamerica tracciato in Flora Mesoamericana, una parte del Messico sud-orientale era compresa nell'America Meridionale mentre il resto del Messico era incluso nell'America Settentrionale. Tuttavia, la cosa si rivelò impopolare, specialmente tra i botanici messicani, cosicché nella seconda edizione tutto il Messico fu incluso nell'America Settentrionale, che quindi comprende il Messico, gli Stati Uniti d'America, compresa l'Alaska, il Canada, la Groenlandia e tutte le isole al largo delle loro coste.

### America Meridionale (8)
Come già detto, le Americhe sono state divise in America Settentrionale (7) e America Meridionale (8), due continenti i cui confini sono stati rivisti nel corso delle diverse edizioni del WGSRPD. L'America Meridionale comprende i Caraibi, la definizione del WGSRPD di America Centrale (ossia i paesi a sud del Messico e a nord della Colombia) e il tradizionale continente sudamericano assieme ad alcune isole al largo delle sue coste, come le Galápagos.

### Antartide (9)
Il continente botanico dell'Antartide comprende l'Antartide continentale più diverse isole subantartiche, incluse le Isole Falkland, la Georgia del Sud e Tristan da Cunha.

## Livello 2: regioni subcontinentali

La regione di livello 2 della Papuasia.

Come mostrato nella precedente tabella, ognuno dei nove continenti botanici è diviso in un numero di regioni che va da 2 a 10, per un totale di 52 regioni. A ogni regione è stato assegnato un codice di due cifre, la prima delle quali è la stessa del continente a cui la regione appartiene.
Molte di queste regioni sono divisioni geografiche dei continenti, ad esempio l'Europa Sud-occidentale (12), l'Asia Occidentale (34) o gli Stati Uniti d'America Centro-meridionali (77); altre, invece, sono rappresentate da un unico Paese, ad esempio la Cina (36), il Messico (79) o il Brasile (84).
Alcune delle regioni meno conosciute includono:
- Macaronesia (21), costituita dalle Azzorre, dalle Isole Canarie e da Madeira, più alcune piccole isole ad esse associate;
- Asia Orientale (38), costituita dal Giappone, dalla Corea e da Taiwan, più alcune piccole isole ad essi associate – una regione più piccola di quella che comunemente viene chiamata "Asia Orientale";
- Malesia (42), costituita dalla Malaysia peninsulare, dal Borneo, da Sumatra, da Giava e dalle Filippine, più alcune piccole isole ad essi associate;
- Papuasia (43), costituita dalla Nuova Guinea e dagli arcipelaghi di Bismarck e delle Isole Salomone.

## Livelli 3 e 4: aree e unità di registrazione di base
I livelli 3 e 4 sono identificati con codici alfabetici. Per i livelli 3 sono utilizzati codici di tre lettere (ad esempio, "NWG" è il codice dell'area chiamata Nuova Guinea) e, se l'area di livello 3 è suddivisa in "unità di registrazione di base" di livello 4, queste sono identificate con il codice del livello 3 di appartenenze più altre due lettere (ad esempio, il codice "NWG-IJ" rappresenta la Nuova Guinea Occidentale, ossia la parte indonesiana della Nuova Guinea). Se l'area di livello 3 non ha suddivisioni può essere aggiunto il codice "OO" a significare che l'unica unità di livello 4 combacia con quella di livello 3 (ad esempio, il codice "BIS" rappresenta l'area di livello 3 "Arcipelago di Bismarck", la quale non ha suddivisioni, così, per rappresentare il suo livello 4 si può usare il codice "BIS-OO").
 Di seguito, come esempio, la completa suddivisione della Papuasia, una regione di livello 2:
| 43 Papuasia - BIS Arcipelago di Bismarck - BIS-OO Arcipelago di Bismarck - NWG Nuova Guinea - NWG-IJ Nuova Guinea Occidentale - NWG-PN Papua Nuova Guinea - SOL Isole Salomone - SOL-NO Isole Salomone Settentrionali - SOL-SO Isole Salomone Meridionali |

## Utilizzo
Tra le varie organizzazioni e opere che utilizzano il WGSRPD figurano l'Unione internazionale per la conservazione della natura (IUCN), la Germplasm Resources Information Network (GRIN) e il World Checklist of Selected Plant Families (WCSP), pubblicato dalla Royal Botanic Gardens, Kew.
Così, ad esempio, nel World Checklist of Selected Plant Families, cercando la distribuzione della Magnolia grandiflora esso fornisce i seguenti codici di livello 2: "77 78 (79) (81) (85)", mentre con i livelli 3 la distribuzione diventa: "77 TEX 78 ALA ARK FLA GEO KTY LPU MSI NSCA SCA TEN VRG (79) MXC (81) CUB DOM PUE (85) JNF". I codici 77 e 78 corrispondono rispettivamente agli Stati Uniti d'America Centro-meridionali e Sud-orientali; l'assenza di parentesi sta a significare che la specie è endemica di quelle regioni, mentre le parentesi significano che la specie in quelle regioni è alloctona.